# Zonsverduistering van 14 januari 1907

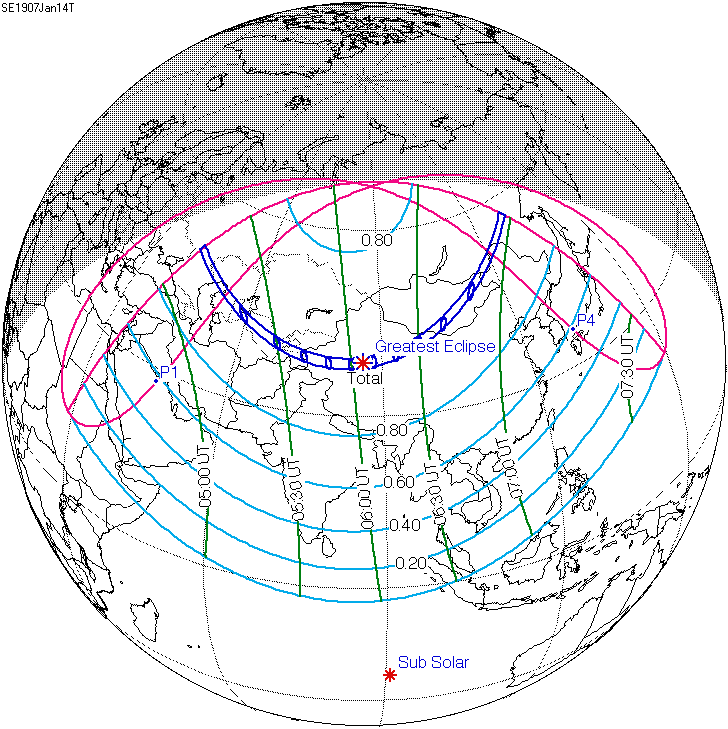
De zonsverduistering was te zien tussen de blauwe lijnen.

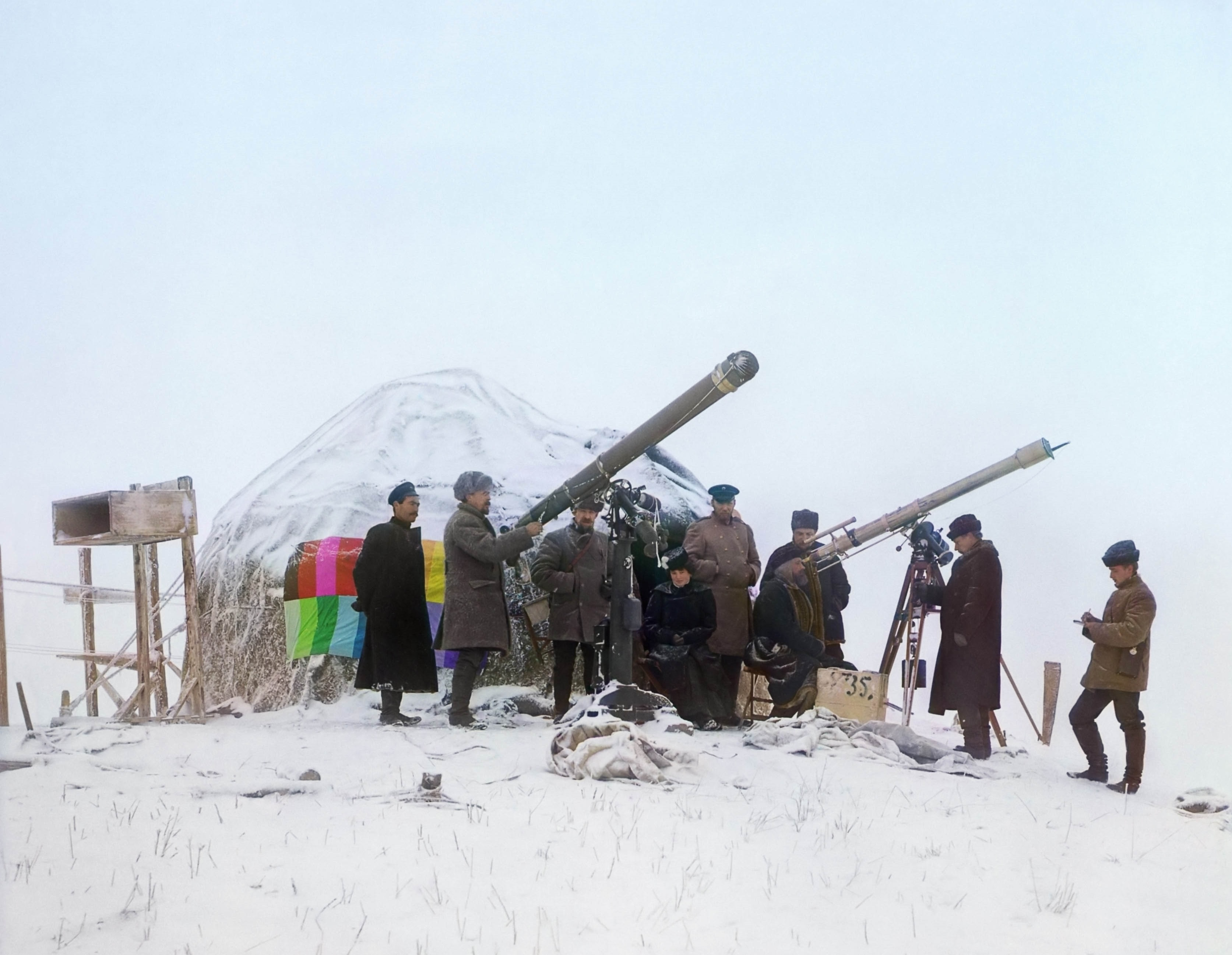
Ingekleurde foto van een waarnemingsstation nabij Tiensjan.

De totale zonsverduistering van 14 januari 1907 trok over land en meren en was te zien in het Keizerrijk Rusland en het Chinees Keizerrijk. Tegenwoordig zijn dit achtereenvolgens de volgende acht landen: Rusland, Kazachstan, Oezbekistan, Turkmenistan, Tajikistan, Kirgizië, China en Mongolië.

## Lengte

### Maximum
Het punt met maximale totaliteit lag in China tussen de plaatsen Qarqan en Washixiaxiang en duurde 2m24,7s.

### Limieten
| Fenomeen                    | Code | Tijdstip UTC  |
| --------------------------- | ---- | ------------- |
| Eerste contact bijschaduw   | P1   | 03:52:49.5 UT |
| Eerste contact kernschaduw  | U1   | 05:12:19.0 UT |
| Kernschaduw compleet vanaf  | U2   | 05:14:27.6 UT |
| Bijschaduw compleet vanaf   | P2   | Niet          |
| Maximum eclips              | GE   | 06:05:34.9 UT |
| Bijschaduw compleet t/m     | P3   | Niet          |
| Kernschaduw compleet t/m    | U3   | 06:56:39.1 UT |
| Laatste contact kernschaduw | U4   | 06:58:45.0 UT |
| Laatste contact bijschaduw  | P4   | 08:18:20.2 UT |